# Achille Maffre de Baugé
Pour les articles homonymes, voir Maffre et Baugé (homonymie).
 (février 2024).
Si vous disposez d'ouvrages ou d'articles de référence ou si vous connaissez des sites web de qualité traitant du thème abordé ici, merci de compléter l'article en donnant les références utiles à sa vérifiabilité et en les liant à la section « Notes et références ».
Achille Maffre de Baugé, né à Marseillan dans l'Hérault le 16 mars 1855, où il est mort le 2 juillet 1928, est un poète occitan.

## Biographie
Ami de Frédéric Mistral, il est surtout connu pour Dièzes et Bémols (1873) et Terre d'Oc (1908). Il collabora discrètement à la revue Chimère, mensuel qui eut vingt numéros et dont un grand nombre d'exemplaires sont perdus.
Sur le fronton de sa maison natale à Marseillan figurent ces vers composés à la gloire de son village :
Poussière de soldats, cendre de troubadours,

Pendant mille ans notre âme en ta glèbe est entrée,

Tes roses sont mes sœurs, et tes vignes dorées

Du sang dont bat mon cœur se gonfleront toujours.
Une école primaire de Marseillan a été baptisée Maffre de Baugé en son honneur.

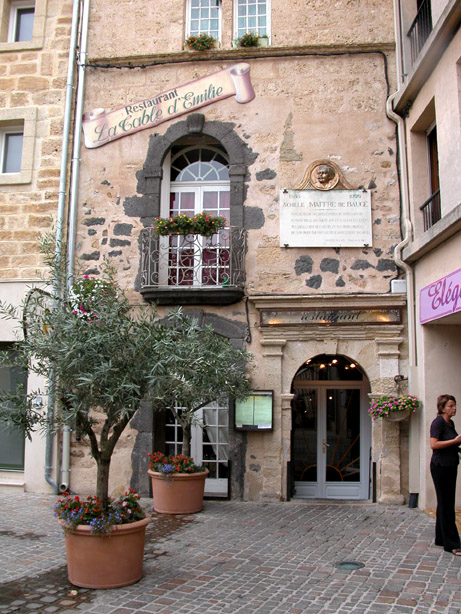
Maison natale d'Achille Maffre de Baugé à Marseillan.

## Son œuvre
Principaux ouvrages
- Dièzes et Bémols, poésies, 1870-1873 (1873)
- Sonnets : I. L'Attente, II. L'Amitié, III. Prométhée, IV. Accalmie. (1873)
- Le Narghiléh (1883) Texte en ligne
- Angleterre et Portugal - Lettre à Renée (1890)
- Chères amours (1892)
- Aux Arènes (1895)
- Les Gants Blancs (1896)
- Sirvente de Mai (1897)
- L'Oiseau Bleu (1901)
- L'Iris Bleu (1907)
- Terre d'Oc (1908)
- Théâtre Méditerranéen (1923)
- Du soir dans les lauriers (1925)
- Le Promontoire (1927)

Discours et autres publications
- Allocution prononcée le jour du baptême d'une cloche à Marseillan, le 30 juillet 1877, et éditée la même année
- La Malédiction du Dante, texte lu à la séance de la Maintenance de Languedoc des félibres de Montpellier, le 3 septembre 1879, et édité la même année par l'Imprimerie Centrale du Midi (Hamelin Frères)
- J. Barbey d'Aurevilly, le 25 avril 1889
- Du sens international chez les provincialistes, discours prononcé au banquet des félibres à Cette, le 31 mai 1896
- Molière et le Régionalisme, discours prononcé au nom de la Maintenance de Languedoc à la Grange-des-Prés, le 9 août 1897
- Ode à Charles Maurras, texte publié dans le numéro 38 du 25 décembre 1926 de la revue trimestrielle Septimanie[1]